# Ichthyaetus melanocephalus
La gaviota cabecinegra o gaviota mediterránea (Ichthyaetus melanocephalus, antes Larus melanocephalus) es una especie de ave caradriforme de la familia Laridae.

## Descripción

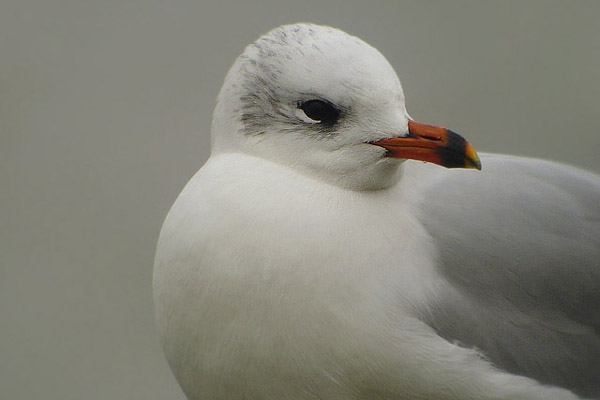
En invierno desaparece el negro de la cabeza

Es un ave marina caracterizada por la coloración oscura de la cabeza en los adultos, en verano. Otros caracteres presentes también en inmaduros y en otras épocas del año son: el color de rojizo a negro del pico, que es grueso, y de las patas, y una envergadura en torno a 1 m. Su voz es nasal, con tonos ascendentes y descendentes.

## Comportamiento

### Reproducción

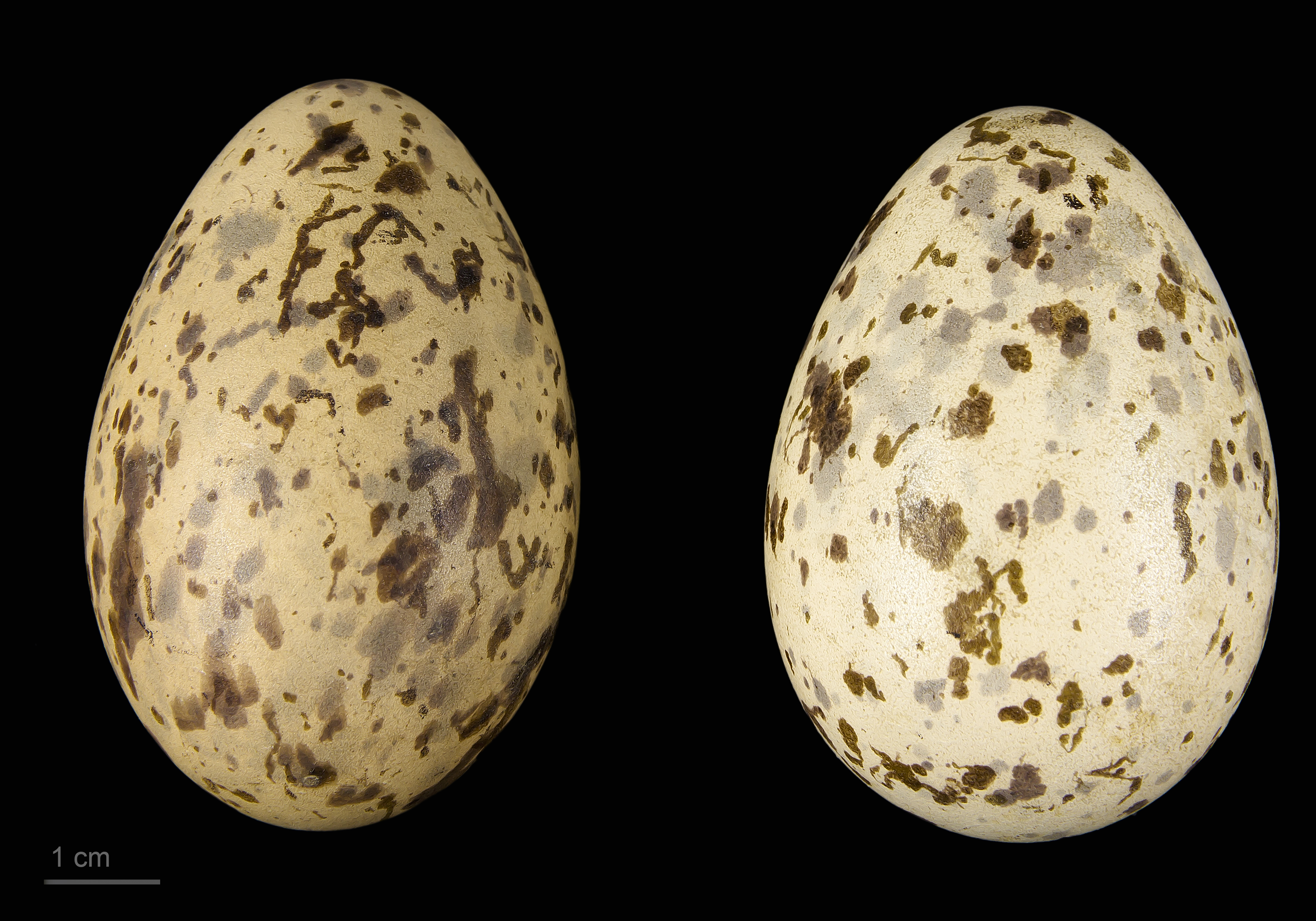
Ichthyaetus melanocephalus - MHNT

Se establece fuera de época de cría en el mar del Norte y canal de la Mancha; cría en lagunas someras y marjales costeros, dispersa por toda la costa europea. Se la puede ver más al interior cerca de vertederos, en los cuales se alimenta.
Su nido está revestido de hierba, entre la arena o guijarros; pone tres huevos en una nidada, de mayo a junio.

### Alimentación
Se alimenta de peces, invertebrados acuáticos, gusanos y basura cercana a los núcleos de población.